# Konstanty Przeździecki (1782-1856)
Konstanty Przeździecki (ur. 1782 w Osażeju, zm. 1 czerwca 1856 w Warszawie) — ziemianin, marszałek szlachty guberni podolskiej, tajny radca stanu, szambelan dworu.

## Życiorys
Urodził się w 1782 w Osażeju w rodzinie Michała Przezdzieckiego herbu Herb Perzchałą (Roch III) i jego żony Adelajdy Olizar-Wołczkiewicz h. Chorągwie Kmitów. Miał brata Karola Dominika.
Był przez prawie trzydzieści lat marszałkiem guberni podolskiej. Jako członek dworu cesarskiego był szambelanem oraz tajnym radcą stanu. Odznaczony orderami: Orderem św. Włodzimierza II klasy, Orderem św. Anny I klasy z koroną i Orderem św. Stanisława I klasy.
Żonaty z Adelajdą Olizar-Wołczkiewicz h. Chorągwie Kmitów i mieli trzech synów: Aleksandra Narcyza, Mieczysława Konstantego i Karola Gustawa.
Zmarł w Warszawie 1 czerwca 1856 i pochowany został w kościele oo. kapucynów w Warszawie.